# D' de Kabal
« D' » redirige ici. Pour l’article homophone, voir Déprime.
Pour la série D' du baccalauréat, voir Baccalauréat scientifique#Évolution du baccalauréat scientifique.
Dr de Kabal (auparavant D') est un rappeur, slameur, écrivain et metteur en scène français, né en 1974. Il est le chanteur du groupe de rap français Kabal.

## Biographie
D' a cofondé le groupe Kabal en 1992, avec Djamal,. Le groupe tourne durant deux années aux côtés d'Assassin : son premier maxi sort en 1994, Fou à nier, et son premier EP deux ans plus tard, La conscience se lève (Assassins Productions/ Night and Day). Le premier (et unique) album du groupe, État d’âmes, paraît en 1998 ; le tandem apparaît dans deux maxis du groupe Assassin (L'Odyssée suit son cours et L'Académie mythique) et participe à de nombreux morceaux sur des albums de rap français et américain, dont « Bienvenue dans le traquenard » (de Prodige Namor), « 11 minutes trente contre les lois racistes » (aux côtés de Fabe, Passi, Akhenaton et Assassin), « Mic Smoking » (du groupe Starflam), etc.
D' de Kabal mène, en France, des ateliers d'écriture, dans de nombreuses structures encadrant des jeunes ou accompagnant des mineurs en détention. Il découvre le slam en 2002 et lance le label Asphaltiq, avec Yed, Rital et Check Da. Il enregistre plusieurs albums solo, à partir de 2003, et crée la compagnie RIPOSTE (Réactions Inspirées par les Propos Outrageux et Sécuritaires Théorisés chez l’Elite) deux ans plus tard. Le coffret N.O.T.R.A.P., comprenant six disques solo, sort en mars 2015.
Au théâtre, il joue dans les pièces Malcolm X, Requiem opus 61 et Soigne ton droit, toutes trois de l'auteur dramatique Mohamed Rouabhi. Il joue également dans Esthétique de la résistance, de Garance Dor, au Théâtre du Rond-Point. En 2005 et 2007, il joue et danse dans les spectacles Sozaby et Monnè, outrages et défis, de Stéphanie Loïk. Il participe en parallèle à l'élaboration de projets artistiques, comme « Perturbation/Chaos » dans le cadre du festival Sons d'hiver, en compagnie du collectif Perturbation et de la troupe Génération Chaos. Il initie, avec Canal 93, « On L’ouvre, on Slam », en 2006, et participe à des scènes ouvertes, comme au Musée du Louvre, sous le patronage de l’écrivaine américaine Toni Morrison.
Sa première pièce, Écorce de peines, aborde la question de l'esclavage ; elle est jouée au Centre dramatique national de Montreuil de 2006 : elle tournera en France ainsi qu'en Outre-Mer. Sa seconde pièce, conçue avec Farid Berki, s'intitule Les enfants perdus : elle sera notamment jouée au Centre Pompidou. En 2014, il met en scène Agamemnon : inspiré par Eschyle, il réunit dix-sept comédiens, chanteurs, slameurs et human beatboxer pour proposer une autre approche du théâtre antique. En 2015, D' de Kabal joue sa nouvelle pièce, L'homme-femme / Les mécanismes invisibles, au festival d'Avignon ainsi qu'au Théâtre Gérard Philipe, à Saint-Denis, amorçant un cycle de réflexion sur le féminisme et le masculin. Il lance dans le prolongement des ateliers dans le cadre de ce qu'il nomme le « Labo de Déconstruction et de revalorisation du Masculin par l'Art et le Sensible ».
Il cofonde les collectifs musicaux Spoke Orkestra (avec Franco Mannara, Felix J et Nada, puis Abd El Haq) et Trio.skyzo.phony (avec Franco Mannara et Raphaël Otchakowski) : le premier donne naissance à quatre albums, Interdit aux mineurs (BMG & Fifty Five / Basaata Productions), Spoke Orkestra n'existe pas (Basaata/MUSICAST), La peste dans le sang et l'espoir dans le cerveau puis 2012 ; le second joue, à partir de 2015, aux côtés d'invités comme Abd al Malik, Mike Ladd ou Marc Nammour.
En 2012, D' de Kabal sort l'album Ma colère, du groupe du même nom : huit titres, dont il est l'auteur, interprété sur une musique « rock ». Le 17 janvier 2016, il met en ligne le morceau « État d'urgence » : une lettre ouverte adressée à Bernard Cazeneuve et Christiane Taubira afin de dénoncer les violences policières. Il sort en octobre 2016 sa mixtape de sept titres, FB (Faces B) Saturation : l'un d'entre eux rend hommage à Adama Traoré, mort le 19 juillet 2016 à la gendarmerie de Persan.

## Œuvres littéraires
Son premier livre, La Bulle (Contes ineffables, volume II), est sorti en 2003 aux éditions Spoke. Il publie ensuite, aux éditions L'Œil du souffleur, le livre Chants barbares (2010) : il évoque la mémoire antillaise et la vie dans les quartiers populaires français. Puis, chez le même éditeur, il publie N.O.T.R.A.P (2015), Agamemnon (2016) et Orestie (2018).
En 2017, il signe avec Louise Bartlett Les nouveaux anciens, une traduction française de Brand New Ancients de Kae Tempest, chez L'Arche Éditeur.

## Pièces de théâtre
- 2001 : Malcolm X (texte et mise en scène)
- 2006 : Écorce de peines (texte et mise en scène)[11],[12]
- 2008 : Les Enfants perdus (texte et comise en scène)[13],[14]
- 2009 : Femmes de parole (mise en scène)[15],[16]
- 2010 : Solimour (texte)
- 2010 : Une Nuit en palabres (texte)[17]
- 2011 : Diptyque Contes marrons : Écorce de peines suivi de Oedipe l'Antillais (texte et mise en scène)[18]
- 2011 : Le petit chaperon en sweat rouge (texte et mise en scène)[19],[20]
- 2012 : Comme une isle (mise en scène)[21],[22]
- 2013 : Créatures (conception et co-mise en scène)[23],[24],[25]
- 2013 : Silenciô, l'Enfant sans Nom (texte et co-mise en scène)[26],[27]
- 2014 : Agamemnon : opéra hip-hop (texte et co-mise en scène)
- 2015 : L'homme/femme, les mécanismes invisibles (texte et mise en scène)[28]
- 2016 : La belle dans la bête (texte et mise en scène)[29]
- 2016 : Cris sourds (texte et co-mise en scène)
- 2018 : Orestie (texte et co-mise en scène)[30],[31]
- 2019 : Fêlures, le silence des hommes (texte et mise en scène)[32]

## Albums solo et featurings
- 2003: D' de Kabal - Contes Ineffables (album)
- 2003 : Une Boule de Pue dans le Ventre (sur la compilation Mémoires Vives (Folistar Records)
- 2004 : Spoke Orkestra - Interdit aux mineurs (album)
- 2005 : Bombümaine (sur la compilation distribuée dans L’Agenda Citoyen de la mairie de Bobigny)
- 2005 : 6 featurings (sur l’album Zugzwang d’Ursus Minor)
- 2006 : D' de Kabal - Incassable(s) (album)
- 2007 : Spoke Orkestra - Spoke Orkestra n'existe pas (album)
- 2007 : La Théorie du KO - La Théorie du KO (album)
- 2007 : J'ai vu (sur la compilation Bouchazoreill Slam Experience)
- 2008 : D' de Kabal - Autopsie d'une sous-France
- 2010 : D' de Kabal - (Re)Fondations
- 2011 : Spoke Orkestra - Deux Mille Douze, Acte 1 : La peste dans le sang (et l'espoir dans le cerveau)
- 2012 : Spoke Orkestra - Deux Mille Douze, Acte 2 : En dessous de la réalité
- 2015 : Les Soliloques du chaos
- 2015 : Point Limite Zéro
- 2015 : Grande Finale (sur l'album Cowboys Rechargeables de Super 16)
- 2020 : Désapprendre
- 2021 : Noir.E (sur l'album Colors de Raphaël Didjaman)

## Albums avec le groupe Kabal
- 1993 : Fou à nier (maxi)
- 1994 : Fou à nier (sur la compilation Pleins phares sur le 93000)
- 1995 : De la N (sur la compilation Tchatche Attack)
- 1995 : L'Underground s'exprime vol.1 (sur le maxi L'Odyssée suit son cours d'Assassin)
- 1996 : La Conscience s'élève (EP)
- 1996 : 'De par les yeux d'un disciple' sur la compilation Radio rap 3
- 1996 : Namor feat. Kabal, Starflam et Rockin Squat - Le Traquenard (sur Bienvenue dans le Traquenard)
- 1997 : Mic Smoking, Starflam feat. Kabal, CNN, Ménage à 3, Rockin' Squat (sur l'album de Starflam)
- 1997 : Participation au freestyle pour le MIB 11'30 contre les lois racistes)
- 1998 : États d'âmes - Mashop Assoss Prod
- 1998 : Kabal/Lofofora - Grand et fort/La bête (maxi)
- 1998 : Kabal vs. Underground Society avec Le Dormeur du Val (maxi)
- 1998 : L'Académie mythik, Assassin feat. Kabal, Pyroman, Radicalkicker & Air 1 sur le maxi "Wake up" d'Assassin